# Cavite (ville)
Cet article concerne la ville philippine. Pour la province, voir Cavite (Philippines).
Cavite est une ville située dans la province du même nom aux Philippines, dont elle était autrefois la capitale. Les îles Corregidor, Caballo, Carabao et El Fraile et La Monja dépendent de Cavite.
Elle devint possession espagnole le 16 mai 1571 et abrita rapidement un arsenal. 
Selon le recensement de 2010, elle est peuplée de 101 120 habitants.

## Barangays
Cavite est divisée en 84 barangays :
- Hen. M. Alvarez
- Hen. C. Tirona
- Hen. E. Aguinaldo
- Hen. M. Trias
- Hen. E. Evangelista
- Diego Silang
- Kapitan Kong
- Manuel S. Rojas
- Kanaway
- Kingfisher
- Kingfisher A
- Kingfisher B
- Lawin
- Love Bird
- Aguila
- Loro
- Kilyawan
- Martines
- Kalapati
- Maya
- Gemini
- Virgo
- Scorpio
- Leo
- Leo A
- Aquarius
- Libra
- Capricorn
- Cancer
- Sagitarius
- Taurus
- Lao-lao
- Lao-lao A
- Bid-bid
- Maya-maya
- Salay-salay
- Buwan-buwan
- Lapu-lapu
- Hasa-hasa
- Sap-Sap
- Sap-sap A
- Cadena de Amor
- Cadena de Amor A
- Sampaguita
- Sampaguita A
- Jasmin
- Gumamela
- Rosal
- Pinagbuklod
- Pinagbuklod A
- Pinagbuklod B
- Pinagbuklod C
- Pinagpala
- Maligaya
- Kaunlaran
- Kaunlaran A
- Sinagtala
- Pagkakaisa
- Pagkakaisa A
- Pagkakaisa B
- Narra
- Narra A
- Akasya
- Akasya A
- Kabalyero
- Kamagong
- Ipil
- Yakal
- Yakal A
- Yakal B
- Mother
- Pechay
- Ampalaya
- Labanos
- Repolyo
- Patola
- Patola A
- Sitaw
- Letsugas
- Talong
- Talong A
- Kangkong
- Kangkong A
- Kangkong B

## Démographie
| Année | Habitants | Évolution |
| ----- | --------- | --------- |
| 1995  | 92 641    | -         |
| 2000  | 99 367    | 7,26 %    |
| 2007  | 104 581   | 5,25 %    |
| 2010  | 101 120   | -3,31 %   |

## Jumelage
- San Diego (États-Unis)
- Tainan (Taïwan)